# Іст-Гранбі (Коннектикут)
Іст-Гранбі (англ. East Granby) — місто (англ. town) в США, в окрузі Гартфорд штату Коннектикут. Населення — 5214 особи (2020).

## Демографія
Згідно з переписом 2010 року, у місті мешкало 5148 осіб у 2062 домогосподарствах у складі 1461 родини. Було 2152 помешкання
Расовий склад населення:
| - 91,7 % — білих - 2,6 % — азіатів - 2,1 % — чорних або афроамериканців - 0,2 % — корінних американців - 0,1 % — вихідців з тихоокеанських островів - 1,1 % — осіб інших рас |

До двох чи більше рас належало 2,3 %. Частка іспаномовних становила 3,3 % від усіх жителів.
За віковим діапазоном населення розподілялося таким чином: 24,7 % — особи молодші 18 років, 61,2 % — особи у віці 18—64 років, 14,1 % — особи у віці 65 років та старші. Медіана віку мешканця становила 42,6 року. На 100 осіб жіночої статі у місті припадало 98,7 чоловіків;  на 100 жінок у віці від 18 років та старших — 96,0 чоловіків також старших 18 років.
Середній дохід на одне домашнє господарство  становив 100 809 доларів США (медіана — 93 385), а середній дохід на одну сім'ю — 119 934 долари (медіана — 104 321). Медіана доходів становила 100 222 долари для чоловіків та 54 417 доларів для жінок. За межею бідності перебувало 2,7 % осіб, у тому числі 1,8 % дітей у віці до 18 років та 1,8 % осіб у віці 65 років та старших.
Цивільне працевлаштоване населення становило 2595 осіб. Основні галузі зайнятості: освіта, охорона здоров'я та соціальна допомога — 23,7 %, фінанси, страхування та нерухомість — 19,2 %, виробництво — 16,2 %.